# Archaeospheniscus
Archaeospheniscus és un gènere de pingüins extints que visqueren a l'Antàrtida i Nova Zelanda en temps de l'Eocè. Es tracta d'un dels gèneres de pingüins més antics coneguts, amb un húmer molt esvelt, entre els ossos de les ales d'altres aus i les ales enfortides dels pingüins.

## Descripció
Actualment inclou tres espècies, conegudes per restes una mica fragmentàries. A. wimani, l'espècie més petita, que tenia la mida d'un Pingüí de corona blanca, es va trobar als estrats de l'eocè mitjà o final (34-50 Milions d'anys - Ma) La Meseta de l'illa Seymour, a l'Antàrtida, mentre que les altres dues, aproximadament de la mida d'un pingüí emperador modern, es coneixen a partir dels ossos recuperats de la formació Kokoamu Greensand de l'oligocè tardà (27-28 Ma) a Duntroon, Nova Zelanda.
El gènere és un dels primers pingüins primitius coneguts. El seu húmer és encara molt esvelt, entre la forma que es veu a les ales d'ocells normals i la condició engrossida que es troba en els pingüins moderns. D'altra banda, el tarsometatars mostra una peculiar barreja de caràcters que es troben en formes modernes i primitives. Es desconeix si això significa que el gènere és un avantpassat dels tàxons moderns o representa un cas d'evolució paral·lela.

## Espècies
- Archaeospheniscus lowei
- Archaeospheniscus lopdelli
- Archaeospheniscus wimani